# Tournoi de tennis de Happy Valley
Le City of Onkaparinga ATP Challenger est un tournoi international de tennis masculin faisant partie du circuit ATP Challenger ayant lieu tous les ans au mois de janvier à Happy Valley, en Australie. Il a été créé en 2015 et se joue sur dur extérieur à l'Happy Valley Tennis Club.
Il est remplacé à partir de 2018 par le tournoi de Playford, toujours dans la banlieue d'Adélaïde. 

## Palmarès

### Simple
| Année | Vainqueur       | Finaliste        | Score     |
| ----- | --------------- | ---------------- | --------- |
| 2015  | Ryan Harrison   | Márcos Baghdatís | 7-68, 6-4 |
| 2016  | Taylor Fritz    | Dudi Sela        | 7-67, 6-2 |
| 2017  | Peter Gojowczyk | Omar Jasika      | 6-3, 6-1  |

### Double
| Année | Vainqueurs                            | Finalistes                           | Score             |
| ----- | ------------------------------------- | ------------------------------------ | ----------------- |
| 2015  | Andrey Kuznetsov Aleksandr Nedovyesov | Alex Bolt Andrew Whittington         | 7-5, 6-4          |
| 2016  | Matteo Donati Andrey Golubev          | Denys Molchanov Aleksandr Nedovyesov | 3-6, 7-65, [10-1] |
| 2017  | Hans Podlipnik-Castillo Max Schnur    | Steven De Waard Marc Polmans         | 7-65, 4-6, [10-6] |